# Åtkomsthandling
Åtkomsthandlingar kallas inom juridiken i allmänhet de skriftliga handlingar, som utgör bevis på en viss, någon person tillkommande rättighet, i inskränkt mening de handlingar, som styrker en persons äganderätt, i synnerhet till fast egendom.
Såsom synonymt begagnas emellanåt uttrycket fångeshandlingar, vilket dock egentligen åsyftar den bland åtkomsthandlingarna, som utvisar nuvarande ägarens förvärv från närmast föregående (till exempel köpebrevet eller arvskiftesinstrumentet).